# Declaración de los Ciudadanos de Malasia

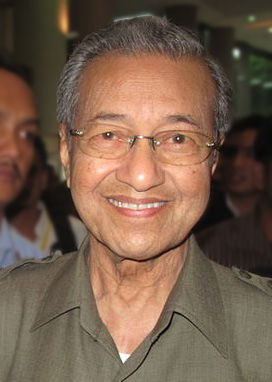
Mahathir Mohamad, uno de los principales firmantes de la declaración.

La Declaración de los Ciudadanos de Malasia (en malayo: Deklarasi Rakyat; lo que se traduciría literalmente como: Declaración Popular) fue una declaración política emitida y firmada por un gran contingente de líderes partidarios de Malasia el 4 de marzo de 2016 en el que se acordaba cooperar para lograr la caída del primer ministro Najib Razak y su coalición, el Barisan Nasional (Frente Nacional), gobernante desde la independencia en 1957, además de lograr la restauración de las libertades constitucionales y la democratización definitiva de Malasia. El acuerdo marcó la reconcilicación definitiva de Anwar Ibrahim, ex vice primer ministro y líder de la oposición, y el ex primer ministro Mahathir Mohamad, y allanó el camino para la histórica victoria opositora en las siguientes elecciones federales el 9 de mayo de 2018.

## Contenido
La declaración incluye varias razones clave para las demandas:
- Preocupación por el deterioro de la situación política, económica y social del país.
- Daño causado por la administración de Najib Razak.
- La conversión de Malasia en uno de los diez países más corruptos del mundo, según Ernst y Young en su Informe de Encuesta de Fraude de Asia Pacífico 2013. El Índice de Percepción de la Corrupción de 2015 mostró que Malasia había caído cuatro puestos de 50 a 54.
- Las asignaciones a todos los ministerios e instituciones públicas, incluidas las universidades, se han reducido debido a la escasez de fondos. Incluso cuando se presupuestan asignaciones, no hay dinero disponible.

Además de exigir que Najib sea removido de su puesto, la declaración firmada por, entre otros, el ex primer ministro Mahathir, y otros cincuenta y siete firmantes también se refirió a la libertad de expresión y a los medios libres. Los principales puntos de la declaración fueron:
- La remoción de Najib Razak de su cargo a través de medios no violentos y legítimos.
- La remoción de todos sus cómplices o aliados.
- Una vez logrado esto, la derogación inmediata de todas las leyes que violaran los derechos humanos fundamentales garantizados por la Constitución Federal.
- Una restauración de la integridad de las instituciones que se han visto socavadas, como la policía, la Comisión Anticorrupción de Malasia (MACC), el Banco Negara y el Comité de Cuentas Públicas.